# Roberto de Thourotte
Roberto de Thourotte, también llamado Roberto de Thorete o Roberto de Langres, (¿? - † Fosses-la-Ville, 16 de octubre de 1246) fue obispo de Langres entre 1232 y 1240, y príncipe-obispo del principado de Lieja de 1240 a 1246.

## Biografía
Nunca recibió la regalía ya que el emperador Conrado IV fue excomulgado.
Las informaciones sobre su episcopado son escasas. Según el historiador Fabritius (1792): «mancilló su gobierno despojando las iglesias de Lieja e imponiéndose al clero para poder conquistar el obispado de Reims y comprando votos. Se dice que fue su hermano, el gobernador de Champaña, quien le incitó a hacerlo. Cuando esta tentativa fracasó, se ocupó de la gestión de su obispado.»
Consagró el altar dedicado a la virgen en Tongeren (1242), y el de santa Catarina en la iglesia de los dominicos en Lieja. En 1245 participó en el primer concilio de Lyon. Es conocido por instaurar la celebración de la fiesta del Corpus Christi en su diócesis, promulgada por Juliana de Cornillon.
Falleció el 16 de octubre de 1246 en su castillo en Fosses-la-Ville. «Después de su muerte, la sede del obispado estuvo vacante durante casi un año ya que había doce candidatos, todos hijos de condes.»

### Citas
1. 1 2  Mélard, Claude (30 de enero de 2014). «La menace brabançonne et l'avènement des communes et des métiers». La principauté de Liège Essai de chronologie (en francés). Archivado desde el original el 26 de febrero de 2014. Consultado el 23 de marzo de 2014.
2. ↑  Fabritius, Karl Moriz (1792). Geschichte des Hochstifts Luttich (en alemán). Leipzig: Weidmannschen Buchhandlung. p. 99. Consultado el 23 de marzo de 2014.
3. ↑  Mershman, Francis (1913). «Feast of Corpus Christi». The Catholic Encyclopedia (en inglés). Encyclopedia Press. p. 390. Archivado desde el original el 23 de marzo de 2014. Consultado el 23 de marzo de 2014.
4. ↑  Fabritius, Karl Moriz (1792). Geschichte des Hochstifts Luttich (en alemán). Leipzig: Weidmannschen Buchhandlung. p. 100. Consultado el 23 de marzo de 2014.